# 6월 4일
6월 4일은 그레고리력으로 155번째(윤년일 경우 156번째) 날에 해당한다.

## 사건
- 1354년 - 고려 공민왕 3년, 기근 때문에 쌀값이 폭등하자, 유비창(有備倉)의 곡식을 내어 헐값으로 팔다.
- 1592년 - 임진왜란: 상주 전투가 발발하다.
- 1675년 - 조선 숙종 1년, 남인이 청남(淸南)과 탁남(濁南)으로 갈리다.
- 1764년 - 조선 영조 40년, 가뭄이 팔도에서 4월에서 6월까지 지속되다.
- 1783년 - 프랑스의 몽골피에 형제가 세계 최초의 열기구 무인 비행을 실시하다.
- 1792년 - 조선 정조 16년, 경상도와 전라도 지역에 홍수 피해가 발생하여, 민가 2000여 호가 유실되, 사망자가 100여 명 등에 이르렀다.
- 1805년 - 조선 순조 5년, 충청도 청산현(靑山縣)에서 화재로 민가(民家) 102호가 불에 타다.
- 1812년 - 미국 정부가 루이지애나 준주의 일부를 루이지애나주로 승격하고, 나머지 부분의 이름을 미주리 준주로 변경하였다.
- 1886년 - 호머 헐버트(Homer Bezaleel Hulbert)가 달즐 벙커(Dalzell Adelbert Bunker) 및 조지 길모어(George William Gilmore) 부부와 함께 육영공원 설립을 위해 조선을 방문하다.
- 1920년 - 오스트리아-헝가리 제국이 파리에서 체결된 트리아농 조약으로 인해 다섯 개의 나라로 분할되다.
- 1937년 - 한국의 독립운동: 보천보 습격사건이 발생하다.
- 1940년 - 제2차 세계 대전: 벨기에군과 영국 원정군 (BEF) 및 3개 프랑스군은 됭케르크에서 철수하다.
- 1942년 - 제2차 세계 대전: 태평양 전쟁의 주도권을 결정지은 미드웨이 해전이 발발하다.
- 1952년 - 대한민국의 문교부장관 백낙준의 건의로 교육자치제가 실시되고, 전국 관청의 학무과가 독립하여 교육청으로 창설되었다.
- 1969년 - 서독이 캄보디아와 단교했다.
- 1970년
  - 통가 왕국이 영국으로부터 독립하다.
  - 대한민국 연평도 서방서 해군 방송선(승무원 20명)이 조선민주주의인민공화국 경비정에 피랍되어 납북되다.
- 1980년 - 대한민국 첫 태양광발전소를 강화군 아차도에 준공하다.
- 1988년
  - 대한민국 치안본부는 6·10 남북학생회담 추진투쟁을 불법집회로 간주하다.
  - 대한민국의 대학생 박래전(朴來栓)은 5·18 광주사태의 진상규명과 남북통일 대동단결 등 구호를 외친 뒤 분신자살을 시도했다. 6월 6일 사망.
- 1989년 - 중화인민공화국 정부의 계엄군이 베이징 톈안먼 광장에서 시위대를 무력으로 진압한 톈안먼 사건이 발생하다.
- 1990년
  - 대한민국-소련 정상회담이 미국 샌프란시스코에서 열리다.
  - 일본 노동성, 태평양 전쟁 중 강제 징용 한국인 수 66만 7,684명이라고 발표하다.
- 2010년
  - 일본의 내각총리대신에 간 나오토가 지명됐다.
  - 독일의 대통령에 독일 기독교민주연합(CDU)의 크리스티안 볼프 부총재가 지명됐다.
- 2011년 - 오전 1시(JST)경에 일본 후쿠시마 제1 원전 인근에서 규모 5.6의 지진이 발생하였다.
- 2012년 - 일본의 노다 요시히코 총리가 방위상을 포함한 각료 5명을 교체하는 개각을 단행하다.
- 2015년 - 말레이시아 보르네오섬 사바주에서 규모 5.9의 지진이 발생해 13명이 사망하였다.
- 2016년 - 대한민국과 프랑스가 수교 130주년을 맞이하다.
- 2025년 - 대한민국 제21대 대통령에 이재명 취임.

- 1354년 - 고려 공민왕 3년, 기근 때문에 쌀값이 폭등하자, 유비창(有備倉)의 곡식을 내어 헐값으로 팔다.
- 1592년 - 임진왜란: 상주 전투가 발발하다.
- 1675년 - 조선 숙종 1년, 남인이 청남(淸南)과 탁남(濁南)으로 갈리다.
- 1764년 - 조선 영조 40년, 가뭄이 팔도에서 4월에서 6월까지 지속되다.
- 1783년 - 프랑스의 몽골피에 형제가 세계 최초의 열기구 무인 비행을 실시하다.
- 1792년 - 조선 정조 16년, 경상도와 전라도 지역에 홍수 피해가 발생하여, 민가 2000여 호가 유실되, 사망자가 100여 명 등에 이르렀다.
- 1805년 - 조선 순조 5년, 충청도 청산현(靑山縣)에서 화재로 민가(民家) 102호가 불에 타다.
- 1812년 - 미국 정부가 루이지애나 준주의 일부를 루이지애나주로 승격하고, 나머지 부분의 이름을 미주리 준주로 변경하였다.
- 1886년 - 호머 헐버트(Homer Bezaleel Hulbert)가 달즐 벙커(Dalzell Adelbert Bunker) 및 조지 길모어(George William Gilmore) 부부와 함께 육영공원 설립을 위해 조선을 방문하다.
- 1920년 - 오스트리아-헝가리 제국이 파리에서 체결된 트리아농 조약으로 인해 다섯 개의 나라로 분할되다.
- 1937년 - 한국의 독립운동: 보천보 습격사건이 발생하다.
- 1940년 - 제2차 세계 대전: 벨기에군과 영국 원정군 (BEF) 및 3개 프랑스군은 됭케르크에서 철수하다.
- 1942년 - 제2차 세계 대전: 태평양 전쟁의 주도권을 결정지은 미드웨이 해전이 발발하다.
- 1952년 - 대한민국의 문교부장관 백낙준의 건의로 교육자치제가 실시되고, 전국 관청의 학무과가 독립하여 교육청으로 창설되었다.
- 1969년 - 서독이 캄보디아와 단교했다.
- 1970년
  - 통가 왕국이 영국으로부터 독립하다.
  - 대한민국 연평도 서방서 해군 방송선(승무원 20명)이 조선민주주의인민공화국 경비정에 피랍되어 납북되다.
- 1980년 - 대한민국 첫 태양광발전소를 강화군 아차도에 준공하다.
- 1988년
  - 대한민국 치안본부는 6·10 남북학생회담 추진투쟁을 불법집회로 간주하다.
  - 대한민국의 대학생 박래전(朴來栓)은 5·18 광주사태의 진상규명과 남북통일 대동단결 등 구호를 외친 뒤 분신자살을 시도했다. 6월 6일 사망.
- 1989년 - 중화인민공화국 정부의 계엄군이 베이징 톈안먼 광장에서 시위대를 무력으로 진압한 톈안먼 사건이 발생하다.
- 1990년
  - 대한민국-소련 정상회담이 미국 샌프란시스코에서 열리다.
  - 일본 노동성, 태평양 전쟁 중 강제 징용 한국인 수 66만 7,684명이라고 발표하다.
- 2002년 - 대한민국이 2002년 FIFA 월드컵 D조 1차전에서 황선홍의 선제골과 유상철의 추가골로 폴란드에 2:0으로 승리하여, FIFA 월드컵에 출전한지 48년 만에 첫 승을 거두었다.
- 2010년
  - 일본의 내각총리대신에 간 나오토가 지명됐다.
  - 독일의 대통령에 독일 기독교민주연합(CDU)의 크리스티안 볼프 부총재가 지명됐다.
- 2011년 - 오전 1시(JST)경에 일본 후쿠시마 제1 원전 인근에서 규모 5.6의 지진이 발생하였다.
- 2012년 - 일본의 노다 요시히코 총리가 방위상을 포함한 각료 5명을 교체하는 개각을 단행하다.
- 2015년 - 말레이시아 보르네오섬 사바주에서 규모 5.9의 지진이 발생해 13명이 사망하였다.
- 2016년 - 대한민국과 프랑스가 수교 130주년을 맞이하다.
- 2025년 - 대한민국 제21대 대통령에 이재명 취임.

## 문화
- 1731년 - 조선 영조 7년, 《선조보감(宣祖寶鑑)》이 간행되다.
- 1764년 - 조선 영조 40년, 가뭄이 4월에서 6월까지 지속되자 영조가 친히 〈운한편〉(雲漢篇)을 지어 팔도와 양도(兩都; 송도와 강도(江都))에 반포하다.
- 2001년 - 한국 철도의 역사 102년 만에 최초로 여성 역장으로 경인선 부천역에 박영자가 취임하다.
- 2002년
  - 2002년 FIFA 월드컵: 대한민국 국가대표팀이 폴란드 국가대표팀과의 경기에서 황선홍, 유상철의 득점으로 월드컵 축구에 출전한 지 48년만에 첫 승을 거두었다.
  - 대한민국, 종로서적이 최종 부도처리되어 폐점했다.
- 2006년 - 대한민국 축구 국가대표팀이 스코틀랜드 에딘버러 이스터 로드 경기장에서 펼쳐진 가나와의 평가전에서 1 대 3으로 패배하였다.
- 2009년 - 한국어 위키백과의 문서 수가 10만 개를 넘었다.
- 2010년 - 케이프 케너베럴 공군기지 우주발사대 40번(영어판)에서 발사된 스페이스X 팰컨 9 로켓의 팰콘9 플라이트1(영어판)가 처녀비행을 시작하였다.

## 탄생
- 1575년 - 조선의 제15대 국왕 광해군. (~1641년)
- 1694년 - 프랑스의 경제학자 프랑수아 케네. (~1774년)
- 1738년 - 영국의 국왕 조지 3세. (~1820년)
- 1867년 - 핀란드의 군인·정치가 칼 구스타프 만네르헤임. (~1854년)
- 1895년 - 이탈리아의 파시스트 정치가 디노 그란디. (~1988년)
- 1898년 - 중국의 군벌 정치가 장쉐량. (~2001년)
- 1900년 - 대한민국의 정치인 김동명. (~1968년)
- 1901년 - 중국의 군벌 정치가 장쉐량. (~2001년)
- 1902년 - 대한민국의 서예가 손재형. (~1981년)
- 1907년 - 미국의 배우 로절린드 러셀. (~1976년)
- 1908년 - 대한민국의 화가 심형구. (~1962년)
- 1923년
  - 극진공수도의 창시자 최영의. (~1994년)
  - 일본의 황족 다카히토 친왕비 유리코. (~2024년)
- 1927년 - 대한민국의 군인 김재춘. (~2014년)
- 1928년 - 미국의 전 야구 선수 빌리 헌터. (~2025년)
- 1933년 - 대한민국의 정치인 윤영탁. (~2020년)
- 1936년 - 미국의 배우 브루스 던.
- 1937년 - 대한민국의 개신교 목회자 김명혁. (~2024년)
- 1946년 - 베트남 응우옌 왕조의 황녀 프엉타오.
- 1954년
  - 대한민국의 배우 정윤희.
  - 일본의 배우, 성우 야마지 카즈히로.
- 1958년
  - 대한민국의 배우 이배국.
  - 대한민국의 군인 엄현성.
- 1961년 - 대한민국의 전 방송기자, 현 정치인 박선규.
- 1962년 - 대한민국의 피아니스트, 지휘자, 교육자 김대진.
- 1966년
  - 대한민국의 법조 출신 정치인 유상범.
  - 러시아의 수학자 블라디미르 보예보츠키. (~2017년)
  - 이탈리아의 메조소프라노 가수 체칠리아 바르톨리.
- 1968년 - 대한민국의 탁구 선수 유남규.
- 1971년 - 영국의 드럼 연주자 토니 맥캐롤.
- 1972년 - 대한민국의 사격 선수 조은영.
- 1973년
  - 대한민국의 희극인, 배우 박희진.
  - 일본의 성우 히라카와 다이스케.
  - 미국의 배우 맷 코보이.
- 1974년 - 대한민국의 배우 이주희.
- 1975년
  - 일본의 작곡가 이시카와 다카유키.
  - 미국의 배우 앤젤리나 졸리.
  - 미국의 체조인 베티 오키노.
- 1976년
  - 대한민국의 요리연구가 홍신애.
  - 대한민국의 야구 선수 임창용.
  - 러시아의 정치인 알렉세이 나발니. (~2024년)
- 1979년
  - 대한민국의 축구 선수 강성일.
  - 일본의 축구 선수 다카하라 나오히로.
- 1980년 - 대한민국의 뮤지컬 배우 양준모.
- 1981년
  - 대한민국의 전 아나운서 나경은.
  - 대한민국의 야구 선수 박기혁.
  - 대한민국의 배구 선수 김세영.
  - 그리스의 전 축구 선수 유르카스 세이타리디스.
- 1983년
  - 대한민국의 야구 선수 문수호.
  - 코트디부아르의 전 축구 선수 에마뉘엘 에부에.
  - 일본의 전 축구 선수 하라 다쿠야.
- 1984년
  - 대한민국의 래퍼 허클베리 피.
  - 일본의 배우, 작곡가, 가수 한다 겐토.
- 1985년
  - 독일의 축구 선수 루카스 포돌스키 (안탈리아스포르).
  - 대한민국의 희극인 신윤승.
  - 일본의 성우 아사리 료타.
  - 미국의 스케이팅 선수 에번 라이서첵.
- 1986년
  - 대한민국의 가수, 배우 박유천 (JYJ).
  - 스페인의 배우 우나 채플린.
  - 대한민국의 레이싱 모델 윤주하.
- 1987년 - 대한민국의 가수 선민.
- 1988년
  - 대한민국의 레이싱 모델 윤주하.
  - 대한민국의 유튜버 허팝.
  - 아르헨티나의 축구 선수 루카스 프라토.
  - 중화인민공화국의 배우 리만.
- 1989년
  - 대한민국의 가수 김맑음.
  - 폴란드의 육상 선수 파베우 파이데크.
- 1990년
  - 대한민국의 가수 진해성.
  - 대한민국의 전 야구 선수 전인환.
  - 대한민국의 가수 김한일. (~2018년)
- 1991년
  - 대한민국의 전 래퍼 에이제이.
  - 영국의 배우 메건 프레스콧.
  - 영국의 배우 캐스린 프레스콧.
  - 이탈리아의 축구 선수 로렌초 인시녜.
  - 대한민국의 가수 시윤. (유키스)
- 1992년
  - 대한민국의 축구 선수 윤상호.
  - 영국의 배우 브룩 빈센트.
- 1993년
  - 대한민국의 전 축구 선수 김성현.
  - 일본의 성우 시모지 시노.
  - 캐나다의 아이스하키 선수 조나탕 위베르도.
- 1994년 - 일본의 성우 코바야시 치아키.
- 1995년 - 대한민국의 가수 빛새온.
- 1996년
  - 대한민국의 전 가수, 배우 유나결.
  - 불가리아의 배우 마리야 바칼로바.
- 1997년
  - 대한민국의 야구 선수 이영현.
  - 대한민국의 래퍼 도화.
- 1998년
  - 대한민국의 가수 정예인 (러블리즈).
  - 미국의 모델 럭키 블루 스미스.
- 1999년
  - 대한민국의 배우 김소현.
  - 대한민국의 치어리더 조연주.
  - 대한민국의 리그 오브 레전드 프로게이머 훈.
- 2000년
  - 대한민국의 래퍼 이로한.
  - 대한민국의 가수 정훈.
- 2001년
  - 대한민국의 배우 조성목.
  - 일본의 축구 선수 쿠보 타케후사.
  - 대한민국의 가수 최리 (이달의 소녀).
  - 대한민국의 야구 선수 이종민.
  - 대한민국의 축구 선수 신재혁.
- 2003년
  - 대한민국의 야구 선수 이병헌.
  - 대한민국의 가수 채원.
  - 대한민국의 가수 강하윤.
- 2021년 - 영국의 서식스 공작 해리 왕자 가문 서식스 공녀 릴리벳.

### 미상
- 대한민국의 방송인 겸 모델 김정은.

## 사망
- 756년 - 제45대 일본의 천황 쇼무 천황. (701년~)
- 1039년 - 신성 로마의 제국 황제 콘라트 2세. (990년~)
- 1135년 - 북송의 제8대 황제 북송 휘종. (1082년~)
- 1680년 - 일본의 에도 막부 4대 쇼군 도쿠가와 이에쓰나. (1641년~)
- 1928년 - 중화민국의 군벌 장쭤린. (1875년~)
- 1941년 - 독일 제국의 황제 빌헬름 2세. (1859년~)
- 1942년 - 나치 독일의 비밀경찰 총수 라인하르트 하이드리히. (1904년~)
- 1966년 - 대한민국의 정치인 장면. (1899년~)
- 1997년 - 영국의 음악가 로니 레인. (1946년~)
- 2004년 - 대한민국의 정치인 이준원. (1953년~)
- 2009년 - 미국의 배우 데이비드 캐러딘. (1936년~)
- 2012년 - 러시아의 성악가 에두아르트 힐. (1934년~)
- 2017년 - 대한민국의 정치인 권익현. (1934년~)
- 2019년 - UEFA의 제5대 회장 렌나르트 요한손. (1929년~)
- 2020년 - 대한민국의 법조인 이재화. (1935년~)
- 2021년
  - 미국의 영화배우 클래렌스 윌리엄스 3세. (1939년~)
  - 스위스의 화학자 리하르트 R. 에른스트. (1933년~)
- 2022년 - 러시아의 KGB 요원 드미트리 콥툰. (1965년~)
- 2023년 - 미국의 음악가 조지 윈스턴. (1949년~)
- 2024년 - 미국의 영화배우 톰 바우어. (1938년~)
- 2025년
  - 이탈리아의 영화배우 엔초 스타이올라. (1939년~)
  - 대한민국의 기업인 허남각. (1938년~)

## 기념일
- 침략으로 인한 무고한 어린이 희생자의 날
- 1989년 천안문 광장시위 희생자 추모일
- 국민 화합의 날: 헝가리
- 칼 구스타프 만네르헤임 탄신일: 핀란드
- 핀란드 방위군 군기의 날(Flag Day celebration of the Finnish Defence Forces): 핀란드
- 국기의 날: 에스토니아

## 같이 보기
- 전날: 6월 3일 다음날: 6월 5일 - 전달: 5월 4일 다음달: 7월 4일
- 음력: 6월 4일
- 모두 보기